# Пашкове
Па́шкове — село в Україні, у Барвінківській міській громаді Ізюмського району Харківської області. Населення становить 133 особи. До 2020 орган місцевого самоврядування — Рідненська сільська рада.

## Географія
Село Пашкове знаходиться на правому березі річки Курулька, за 1 км на північ знаходиться село Курулька, на півдні за 5 км знаходиться залізнична станція Некременко.

## Історія
12 червня 2020 року, відповідно до Розпорядження Кабінету Міністрів України  № 725-р «Про визначення адміністративних центрів та затвердження територій територіальних громад Харківської області», увійшло до складу Барвінківської міської територіальної громади.
19 липня 2020 року, в результаті адміністративно-територіальної реформи та ліквідації Барвінківського району, село увійшло до складу Ізюмського району.

## Економіка
- В селі є свино-товарна і вівце-товарна ферми.

## Культура
- Клуб

## Релігія
- Іоанно-Предтечевська церква

## Відомі люди
В селі народилась народна артистка УРСР Мірошниченко Тетяна Кузьмівна.